# Rúben Semedo
Pour les articles homonymes, voir Semedo.
Rúben Semedo, de son nom complet Rúben Afonso Borges Semedo, est un footballeur international portugais né le 4 avril 1994 à Amadora. Il évolue au poste de défenseur central à Al-Markhiya SC.

## Biographie

### En club

#### Sporting Clube de Portugal
Formé au Sporting Portugal, il débute pour la saison 2013-2014 dans l'équipe B du club, évoluant en deuxième division portugaise. Il joue un match pour le compte de l'équipe première dans le cadre de la Coupe du Portugal,.

#### Prêts successifs
Il est prêté dans le club du Reus Deportiu pour la saison 2014-2015,.
Avant d'être prêté à nouveau au Vitória Setúbal, il remporte la Supercoupe du Portugal 2015,.

#### Villarreal
En 2017, il signe dans le club de Villarreal,.
À la suite des problèmes extra-sportifs qu'à connu le joueur, son club décide de le prêter dans le club du la SD Huesca,.
Il est à nouveau prêté en 2019 au Rio Ave FC,.

#### Olympiakos
Il est joueur de l'Olympiakos depuis 2019,.

### En sélection
Il dispute dix matchs pour trois buts marqués avec l'équipe du Portugal espoirs.
En octobre 2019, il est convoqué en équipe nationale A pour la première fois. Cependant, il n'entre pas en jeu lors de ces matchs.
En octobre 2020, il est de nouveau appelé en équipe nationale. Le 7 octobre 2020 il connait sa première sélection en équipe du Portugal lors d'un match amical face à l'équipe d'Espagne (0-0).

### Problèmes judiciaires
En janvier 2018, Semedo a été arrêté pour avoir menacé avec une arme à feu, un employé d'une discothèque à Valence en novembre 2017.
Le 20 février 2018, il est de nouveau arrêté. Avec deux autres individus, il est soupçonné d'avoir attaché, frappé et séquestré un homme, il se serait rendu ensuite chez la victime pour le cambrioler. Il est poursuivi pour tentative d'homicide, de séquestration et de vol qualifié. Les faits se seraient déroulés le 12 février 2018 à son domicile, du côté de Bétera, une petite ville près de Vila-Réal. Après avoir passé cinq mois en détention provisoire, il est libéré sous caution en juillet 2018. Après jugement, il est condamné à cinq ans de prison. Il a évité cette peine en échange d'une interdiction d'entrer sur le territoire espagnol pendant huit ans en vertu d'un accord conclu en 2020. Il a également reçu une amende de 46 000€.
Le 30 août 2021, il est mis en cause dans une affaire de viol sur mineure. Placé en détention provisoire, il est libéré sous caution.
L’Olympiakos, son club respecte la présomption d’innocence du joueur jusqu’à ce que l’enquête détermine les faits exacts.

## Palmarès
Sporting CP
- Vainqueur de la Supercoupe du Portugal en 2015.

 Olympiakos
- Champion de Grèce en 2020 et 2021.
- Vainqueur de la Coupe de Grèce en 2020.

 FC Porto
- Champion du Portugal en 2022.